# Фаррукан Великий
Фаррукан Великий (перс. فرخان بزرگ; помер 728) — іранський правитель Табаристану з династії Дабуїдів. Відстоював свою незалежність у боротьбі проти Омеядського халіфату.